# Mikmak hieroglif írás
A mikmak hieroglif írás vagy algaevő hal írás (mikmak nyelven - Mi'kmawi': Gomgwejui'gasit) a miꞌkmak nyelv írásrendszere volt, amelyet később különböző, jelenleg is használatos latin írások váltottak fel. A mikmakok egy kanadai őslakos nép, amelynek Mi'kma'ki nevű szülőföldje a tengeri tartományok nagy részét, nevezetesen Új-Skócia egészét, az Edward herceg-szigetet, valamint Új-Brunswick, Új-Fundland és Labrador egyes részeit foglalja magában.
Ezek a jelek ("gomgwejui'gaqan"), egyszerű jelképek és sziklarajzok készítésének hagyományából alakultak ki,  logogramok, amelyek fonetikai elemeket is tartalmaznak, beleértve a logográfiai, alfabetikus és ideográfiai információkat. A gomgwejui'gasultijig óriás algaevő halról ( egyes szám: gomgwej, többes szám: gomgwejg) kapta a nevét, amelynek nyomai jól láthatóan ottmaradtak az iszapos folyófenéken. Az írásrendszer más elnevezései: "komqwejwi'kasikl" vagy "gomgwejui'gas'gl".

## Besorolás
A tudósok vitatják, hogy a legkorábbi ismert mikmak"hieroglifák", amelyek a 17. századból származnak, teljes mértékben írásrendszernek minősülnek-e, vagy piktografikus emlékeztető eszközként szolgáltak. A 17. században Chrétien Le Clercq francia jezsuita misszionárius a Miꞌkmaw írásjeleket logográfiai rendszerként használta fel oktatási célokra, hogy a miꞌkmaqoknak katolikus imákat, a liturgiát és a tanításokat oktassa.
1978-ban Ives Goddard és William Fitzhugh, a Smithsonian Intézet antropológiai tanszékének munkatársai azt állították, hogy a misszió előtti rendszer pusztán emlékeztető jellegű volt, nem használhatták új szövegek írására.
Ezzel szemben David L. Schmidt és Murdena Marshall egy 1995-ös könyvben közzétett néhány imát, elbeszélést és liturgiát, amelyeket hieroglifák - képírásos szimbólumok - ábrázoltak, és amelyeket a francia misszionáriusok a tizenhetedik század utolsó negyedében imák és himnuszok tanítására használtak.Schmidt, David L.. Mi'kmaq hieroglyphic prayers: readings in North America's first indigenous script. Halifax, Nova Scotia: Nimbus Pub (1995. július 5.). ISBN 978-1-55109-069-6 Schmidt és Marshall kimutatták, hogy ezek a hieroglifák teljesen jól használható írásrendszerként szolgáltak. Szerintük ez volt a legrégebbi őslakos nyelvre kifejlesztett írásrendszer Észak-Amerikában, Mexikótól északra.
Michelle Sylliboy  mikmak származású nagymamáját idézve állítja, hogy nem Le Clercq találta fel az írást, és azt már jóval előtte is használták az emberek.

## Történelem
Le Clercq atya, aki 1675-től római katolikus misszionárius volt az új-franciaországi Gaspé-félszigeten, látta, hogy a mikmak gyerekek hieroglifákat írnak nyírfakéregre. Le Clercq ezeket a szimbólumokat imák és liturgia írásához igazította, és szükség szerint új jeleket fejlesztett ki. A mikmakok fakéregbe nyomott süntüskéket is használták jelek kialakítására.
Ez az átalakított írásrendszer népszerűnek bizonyult a mikmakok körében. Még a 19. században is használták. Mivel e szimbólumokról nincs történelmi vagy régészeti bizonyíték a keresztény hittérítők érkezése előtti időkből, nem világos, hogy a jeleket milyen régóta használják. E szimbólumok kapcsolata a miꞌkmaq sziklarajzokkal, amelyek készítése megelőzte az európaiakkal való találkozás, nem világos.
A Kejimkujik Nemzeti Park és Nemzeti Történelmi Emlékhely (KNPNHS), a "mikmakok életútjának" sziklarajzai között szerepelnek a sziklába vésett írásos hieroglifák, emberi alakok, mikmak házak és kunyhók, díszítések, köztük keresztek, vitorlás hajók és állatok. Ezeket a mikmakoknak tulajdonítják, akik a történelem előtti időktől kezdve folyamatosan lakják a területet. A sziklarajzok a késő őskortól a tizenkilencedik századig terjedő időszakból származnak. Egy mikmak gyógyító, Jerry Lonecloud 1912-ben leírt néhányat ezekből a sziklarajzokból, és másolatait a tartományi múzeumnak adományozta. 
Pierre Maillard római katolikus pap 1737–38 telén  hieroglifákból álló rendszert hozott létre a mikmak nyelv szavainak átírására. Ezeket a szimbólumokat arra használta, hogy a katekizmusban leírja a fő imák és a hívek válaszait tartalmazó formulákat, hogy követői könnyebben megtanulhassák azokat. Nincs közvetlen bizonyíték arra, hogy Maillard ismerte volna Le Clercq ugyanezen a területen végzett munkáját. Maillard számos nyelvi művet hagyott hátra, amelyeket a mikmakok még a 20. században is használtak.

## Példák

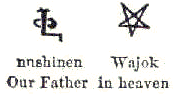
A Miatyánk eleje Míkmaq hieroglifákkal. A szöveg így szól: Nujjinen wásóq – „Mi Atyánk / a mennyekben”.
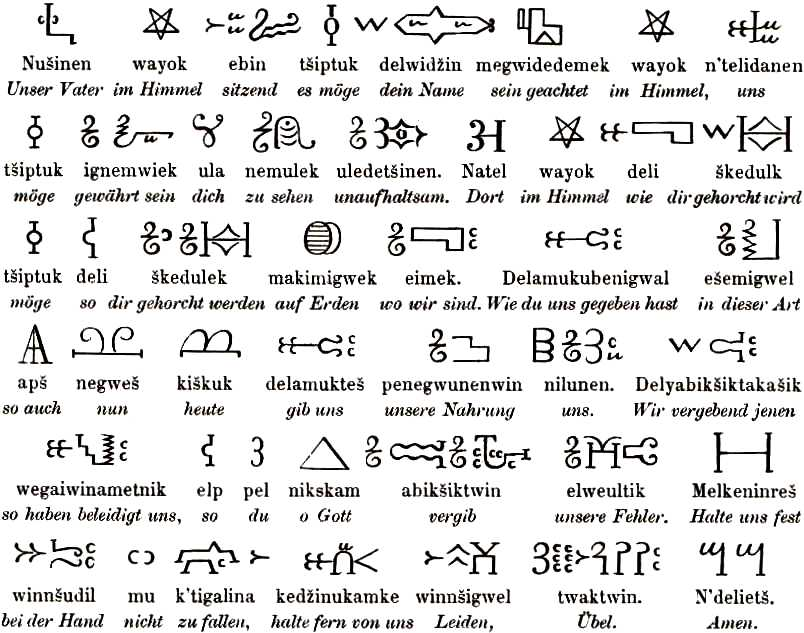
A teljes szöveg.
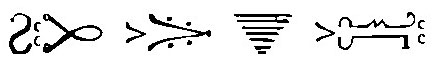
A konfirmáció szertartásának szövege míkmaq hieroglifákkal. A szöveg így szól: Koqoey nakla msɨt telikaqumilálaji? – szó szerint „Miért / azok / mind / miután ezt tette velük?”, vagy „Miért van szükség ezekre a lépésekre?”
Christian Kauder: Buch das gut, enthaltend den Katechismus ötödik oldala.

## Fordítás
Ez a szócikk részben vagy egészben  a   Miꞌkmaw hieroglyphic writing című angol Wikipédia-szócikk ezen változatának fordításán alapul.  Az eredeti cikk szerkesztőit annak laptörténete sorolja fel. Ez a jelzés csupán a megfogalmazás eredetét és a szerzői jogokat jelzi, nem szolgál a cikkben szereplő információk forrásmegjelöléseként.